# 苏尔区
苏尔区（德語：Bezirk Suhl）是德意志民主共和国的一个区（Bezirk），行政中心为苏尔。

## 历史
该区与其他东德的十三个区成立于1952年7月25日，替代了德国传统上的联邦州行政区划。1990年10月3日两德统一后，该区成为了图林根的一部分。

## 下分区划
该区下分9个县（Kreise）：计1个城市县（Stadtkreise）、8个乡村县（Landkreise）。
- 城市县：苏尔
- 乡村县：Bad Salzungen、Hildburghausen、Ilmenau、Meiningen、Neuhaus、Schmalkalden、Sonneberg、Suhl